# راباک (شهرستان یانائولسکی، باشقیرستان)
راباک (انگلیسی: Rabak, Republic of Bashkortostan) یک شهرک در شهرستان یانائولسکی استان باشقیرستان کشور روسیه است.